# Случайный доступ (фильм)
«Случайный доступ» (альтернативное название — «Ра. Первый», англ. Ra.One) — индийский художественный фильм на хинди режиссёра Анубхава Синхи в жанре киберпанка, премьера которого в Индии состоялась 24 октября 2011 года.

## Сюжет
Дженни Найр, сотрудница лондонской компании «Barron Industries», представляет новую технологию, позволяющую объектам из цифрового мира проникать в реальный мир с помощью беспроводной передачи с нескольких устройств. Шекхар Субраманиам, разработчик игр, который также работает в «Barron Industries», потерпел ряд коммерческих неудач; сердитый босс по имени Баррон дает ему последний шанс создать успешную игру. Чтобы произвести впечатление на его скептически настроенного сына Пратика, и по просьбе его жены Сонии Шекхар использует идею своего сына о том, что антагонист должен быть более сильным, чем главный герой. Его коллега, программист Дженни, использует лицо Шекхара в качестве модели для героя игры «Джи. Первого» (англ. G. One, что означает Good One и звучит как Дживан, что переводится с хинди как «жизнь»), в то время как способны менять форму антагонист «Ра. Первый» (англ. R.A. One, что означает Random Access Version One и созвучно имени Раваны, мифического демона) сделан безликим. Другой коллега (бойфренд Дженни), Акаши, реализует движения персонажей. Игра, названная Ra.One, содержит три уровня, причем последний уровень — единственный, в котором любой персонаж может быть убит. У каждого персонажа есть специальное устройство — усилитель H.A.R.T (усиливающий резонансный передатчик сердца), который дает им свои силы. Достигнув последнего уровня, персонажи получают пистолет с одной пулей; другой персонаж может быть убит этой пулей, но только если будет поражён его H.A.R.T.
Когда Ra.One проходит заключительные испытания, Акаши замечает необычные глюки, но предпочитает игнорировать их. После того как игра официально запущена, она получает постоянные овации от аудитории; восторженный Пратик настаивает на том, чтобы сыграть в неё немедленно. Он входит в систему и переходит на второй уровень, но его прерывает Акаши. Ра. Первый, неспособный закончить свою очередь с ним и рассердившись на то, что игрок продвинулся до сих пор, становится уверенным, иначе он умрет. Он использует беспроводную технологию (которую Дженни представила на конференции), чтобы выйти в реальный мир, что приводит к сбою в работе мейнфрейма. Акаши сообщает Шекхару, который частично понимает ситуацию и бросается домой, опасаясь за жизнь своего сына. Между тем, Ра. Первый убивает Акаши и принимает его облик; он отправляется на поиски и встречается с Шекхаром. В попытке спасти своего сына Шекхар утверждает, что он Люцифер, но его ложь раскрывается, когда Ра. Первый просматривает его удостоверение личности. После этого Ра. Первый убивает Шекхара и делает это похожим на автомобильную аварию.
Сония, опустошенная после смерти Шекхара, сообщает Пратику, что семья возвращается в Индию после его похорон. Подозрительный Пратик замечает цифровые картины на роковой дороге и понимает, что Ра. Первый ожил. Он убеждает Дженни в том, что они видят разрушенную лабораторию игр, а последняя пытается привести Джи. Первого в реальный мир. Между тем, Ра. Первый, приняв форму Акаши, жестоко убивает его мать в их семейном доме и преследует семью по дороге в аэропорт, но Джи. Первый выходит в реальный мир и вызывает взрыв газа, который временно разрушает Ра. Первого. Джи. Первый берет его сердце и сопровождает семью в Мумбаи, когда Сония понимает, что она нуждается в нём.
Впоследствии, Ра. Первый возвращается к жизни, принимает форму модели с рекламного щита и выслеживает Джи. Первого на дне рождения Пратика. Гипнотизируя Соню, он принимает её форму, чтобы похитить Пратика. Ра. Первый затем инструктирует Джи. Первого вернуть ему H.A.R.T., и отправляет настоящую Сонию в неисправный местный поезд. Поезд врезался в район Чатрапати Шиваджи, но Джи. Первый спасает Сонию и других вовремя. Чтобы спасти Пратика, он возвращается в виртуальный мир и борется с Ra.One; оба достигают третьего уровня и остаются с небольшой силой. Джи. Первый сражается с Ра. Первым, чтобы стрелять в него без помощью его H.A.R.T. прилагается, оставляя Ра. Первого беспомощным. В ярости последний создает десять экземпляров самого себя. Пратик, неспособный идентифицировать настоящего Ра. Первого, просит Дж. Первого процитировать Шекхара: «Если ты присоединишься к силам зла, твои тени всегда будут следовать за тобой». Оба понимают, что только один из десяти Ра. Первый имеет тень — настоящий. Джи. Первый стреляет и разрушает его, поглощает останки Рамы и исчезает.
Шесть месяцев спустя Пратик и Сония возвращаются в Лондон, где последней удается вернуть Джи. Первого в реальность.

## В ролях
- Шахрух Хан — Шекхар Субраманиам, разработчик компьютерных игр / Джи. Первый, главный герой игры
- Карина Капур — Сония Субраманиам, жена Шекхара
- Арджун Рампал — ПиБи 2 / Ра. Первый, антагонист фильма
- Армаан Верма — Пратик, сын Шекхара и Сонии
- Шахана Госвами — Дженни Найр, сотрудница компании, коллега Шекхара
- Том Ву — Акаши, коллега Шекхара
- Далип Тахил — Баррон, босс Шекхара
- Сатиш Шах — Айер
- Приянка Чопра — девушка во сне Пратика
- Санджай Датт — Кхалнаяк, злодей во сне Пратика
- Раджникант — Читти (камео)

## Производство
По словам директора Анубхава Синха, идея фильма возникла, когда он увидел рекламу на телевидении, показывающую детей, которые дистанционно контролировали человека. Он был увлечен концепцией и написал сценарий, основанный на ней. Затем Синха обратился к Хану, который высказал заинтересованность в истории и решил выпустить фильм под баннером своей продюсерской компании Red Chillies Entertainment. Синха боялся потерять поддержку Хана после того, как его предыдущий фильм Cash (2007) стал коммерческим провалом, но Хан, по сообщениям, «остался без изменений».
Шахрух стал первым актёром, выбранным для фильма. Три актрисы претендовали на женскую роль, но в итоге она досталась Карине Капур, которая была наиболее настойчива в своём желании.
Первоначально роль Акаши была предложена Джеки Чану, но тот отклонил предложение, и вместо него согласился Том Ву, известный трюками в американских боевиках. Через месяц после этого утвердили Шахану Госвами. Раджникант появился в эпизодической роли, изобразив героя фильма «Робот», несмотря на состояние здоровья.
Ради съёмок Арджун и Карина сели на строгую диету, а Арман Верма изучил капоэйру.
У Санджая Датта были возникли проблемы из-за пересечения дат со съёмками фильма «Огненный путь», но они были решены. В итоге он появился в качестве камео под именем «Khalnayak» (его прозвище, являющееся его визитной карточкой).

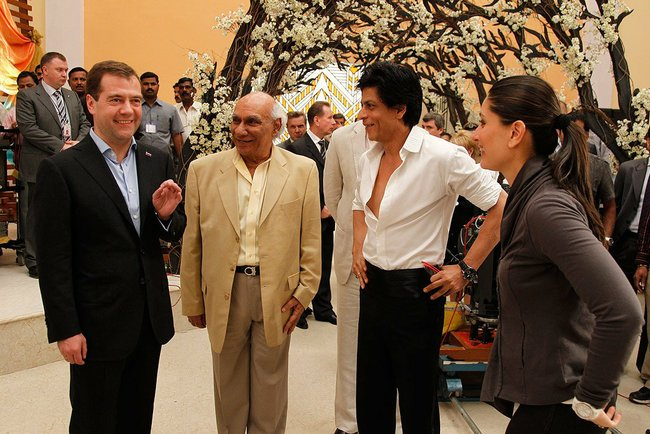
Дмитрий Медведев и Яш Чопра с Шахрух Ханом и Кариной Капур во время посещения съёмок фильма

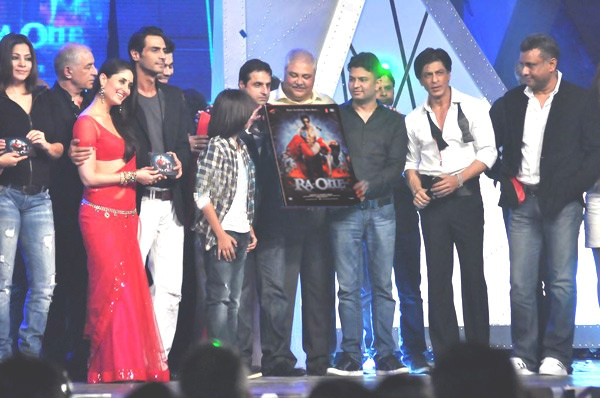
Мероприятие по случаю выхода саундтрека к фильму

Съёмочная группа состояла как из индийцев, так из зарубежных специалистов. Никола Пекорини был оператором, которому помогал В. Маникандан. Энди Гилл и Спиро Разатос были наняты в качестве каскадеров, а Нино Пансини — в качестве постановщика трюков. Сабу Сирил и Маркус Вуки отвечали за дизайн фильма. Продюсером фильма был назначен Бобби Чавла, но позже его заменила Гаури Хан. Съемки проходили в нескольких студиях, в частности в студиях Filmistan, Film City и Yash Raj Studios в Индии и в Black Hangar Studios в Великобритании.
Первоначально планировалась снимать в Майами, но планы были отменили из-за бюджетных ограничений. Первый этап съемок начался в Гоа 21 марта 2010 года и продолжился до мая. Вторая и третья часть съёмок проходили в Лондоне, начавшись в июле 2010 года и закончившись в августе. Следующий этап был разделен на две части; первая началась в студии Filmistan в первую неделю сентября 2010 года, а вторая — в декабре 2010 года и заняла семь дней. Остальные части были сняты в июле 2011 года на Film City. Сцена с камео и видеоклипы были сняты в течение недель, предшествовавших выпуску, в студии Whistling Woods в Мумбаи.

## Саундтрек
Помимо сочинения саундтрека к фильму, композиторы собрали Пражский филармонический оркестр из 200 человек, чтобы записать фоновую музыку к фильму.
В марте 2010 года режиссёр Абхинав Синха объявил, что в фильме будут звучать две песни в исполнении сенегальского R&B-певца Эйкона. По его словам, Шахрух Хан встретил его в Нью-Йорке и предложил ему вместе слетать в Индию и записать песню для фильма. Создатели получили лицензию на использование композиции американского соул-исполнителя Бена Кинга «Stand by Me», на которой была основана песня «Dildaara».
Вся музыка написана дуэтом Вишал-Шекхар.
| №   | Название                          | Исполнители                                                        | Длительность |
| --- | --------------------------------- | ------------------------------------------------------------------ | ------------ |
| 1.  | «Chammak Challo»                  | Эйкон, Хамсика Айер                                                | 3:46         |
| 2.  | «Dildaara» (Stand by Me)          | Шафкат Аманат Али, Вишал Дадлани, Шекхар Равджиани, Клинтон Сережу | 4:09         |
| 3.  | «Criminal»                        | Эйкон, Вишал Дадлани, Шрути Патхак                                 | 5:06         |
| 4.  | «Bhare Naina»                     | Вишал Дадлани, Шекхар Равджиани, Нандини Шрикар                    | 6:00         |
| 5.  | «Right By Your Side»              | Siddharth Coutto                                                   | 4:22         |
| 6.  | «Raftaarein»                      | Вишал Дадлани, Шекхар Равджиани                                    | 4:29         |
| 7.  | «Jiya Mora Ghabraaye» (The Chase) | Сукхвиндер Сингх, Вишал Дадлани                                    | 4:37         |
| 8.  | «Chammak Challo» (Punjabi Mix)    | Эйкон, Хамсика Айер                                                | 3:57         |
| 9.  | «Comes The Light» (Theme)         | без вокала                                                         | 1:34         |
| 10. | «I'm On» (Theme)                  | без вокала                                                         | 1:21         |
| 11. | «Song of the End» (Theme)         | без вокала                                                         | 1:47         |
| 12. | «Chammak Challo» (Club Mix)       | Эйкон, Хамсика Айер                                                | 4:17         |
| 13. | «Criminal» (Club Mix)             | Эйкон, Вишал Дадлани, Шрути Патхак                                 | 5:33         |
| 14. | «Chammak Challo» (International)  | Эйкон                                                              | 3:47         |
| 15. | «Chammak Challo» (Remix)          | Эйкон, Хамсика Айер                                                | 4:36         |

## Награды и номинации
| Награды и номинации     | Награды и номинации             | Награды и номинации                      | Награды и номинации | Награды и номинации |
| Награда                 | Категория                       | Номинант                                 | Результат           | Ссылка              |
| ----------------------- | ------------------------------- | ---------------------------------------- | ------------------- | ------------------- |
| Национальная кинопремия | Лучшие спецэффекты              | Гарри Хингорани и Кейтан Ядав            | Победа              | [ 24 ]              |
| Filmfare Awards         | Лучшие спецэффекты              | Red Chillies VFX                         | Победа              | [ 25 ]              |
| Filmfare Awards         | Лучшая музыка                   | Вишал-Шекхар                             | Номинация           | [ 26 ]              |
| Filmfare Awards         | Лучшие слова к песне для фильма | Вишал Дадалани и Нираджан Айенгар        | Номинация           | [ 26 ]              |
| Filmfare Awards         | Лучший закадровый исполнитель   | Эйкон и Вишал Дадлани («Chammak Challo») | Номинация           | [ 26 ]              |
| Filmfare Awards         | Лучший закадровый исполнитель   | Шафкат Аманат Али («Dildaara»)           | Номинация           | [ 26 ]              |
| IIFA Awards             | Лучшая музыка                   | Вишал-Шекхар                             | Номинация           | [ 27 ]              |
| IIFA Awards             | Лучшие спецэффекты              | Red Chillies VFX                         | Победа              | [ 28 ]              |
| IIFA Awards             | Best Production Design          | Сабу Сирил                               | Победа              | [ 28 ]              |
| IIFA Awards             | Best Song Recording             | Виджай Дайял («Chammak Challo»)          | Победа              | [ 28 ]              |
| IIFA Awards             | Best Sound Recording            | Ресул Поокутти и Амрит Притам Дутта      | Победа              | [ 28 ]              |